# Всадки
Вса́дки —  село в Україні, у Чупахівській селищній громаді Охтирського району Сумської області. Населення становить 31 осіб. Колишній орган місцевого самоврядування — Грінченківська сільська рада.

## Географія
Село Всадки знаходиться на лівому березі річки Ташань, вище за течією на відстані 2,5 км розташоване село Довжик, нижче за течією на відстані 0,5 км і на протилежному березі розташований смт Чупахівка.